# Brachinus viridipennis
Brachinus (Neobrachinus) viridipennis – gatunek chrząszcza z rodziny biegaczowatych i podrodziny Brachininae

## Taksonomia
Takson ten opisany został w 1831 roku przez Pierre’a F.M.A. Dejeana. W 1844 roku LeConte opisał gatunek Brachinus viridis, który został zsynonimizowany z B. viridipennis w 1868 roku przez Maximiliena Chaudoira.

## Opis
Bródka ze środkową częścią wyniesioną, opatrzoną łatką gęstych szczecinek. Pokrywy zwykle zielonkawe. Barki silnie nachylone. Zapiersie dłuższe od średnicy środkowych bioder. Odnóża jednobarwne.

## Rozprzestrzenienie
Gatunek nearktyczny, endemiczny dla Stanów Zjednoczonych, gdzie występuje w Alabamie, Arizonie, Florydzie, Georgii, Karolinie Południowej i Teksasie.